# C/1861 G1 (Thatcher)
C/1861 G1 (Thatcher) ist ein Komet, der im Jahr 1861 mit dem bloßen Auge gesehen werden konnte. Er ist der Ursprung des Meteorstroms der Lyriden.

## Entdeckung und Beobachtung
Der Komet wurde am Abend des 4. April 1861 (Ortszeit) vom US-amerikanischen Amateurastronomen A. E. Thatcher in New York mit einem 11-cm-Fernrohr entdeckt. Der von ihm benachrichtigte Erbauer seines Fernrohrs konnte die Entdeckung am Abend des 6. April (Ortszeit) mit dessen eigenem 19-cm-Fernrohr bestätigen. Zum Zeitpunkt seiner Entdeckung war der Komet noch 1,37 AE von der Sonne und 0,83 AE von der Erde entfernt und näherte sich weiter an beide an.
Der Komet wurde im Laufe des April immer heller und wurde an der Ostküste der Vereinigten Staaten vielfach beobachtet. Ein zweiter unabhängiger Entdecker war am 28. April der Uhrmacher Carl Wilhelm Bäcker (Bäker) * in Nauen, der den Kometen mit bloßem Auge sah, was Wilhelm Foerster in Berlin am 30. April auch durch eigene Beobachtung bestätigen konnte. Er schätzte die Helligkeit auf 4 oder 5 mag. Mit einem Fernglas konnte er einen „blassen und schmalen“, 3° langen Schweif feststellen.
Bis der Komet der Erde am 5. Mai am nächsten kam, gab es mehrere Berichte über Beobachtungen in England, Deutschland und Polen. Die Helligkeit wurde mit 2 oder 3 mag angegeben. Anschließend entfernte sich der Komet wieder von der Erde, bewegte sich aber immer noch näher auf die Sonne zu. Der Schweif bildete sich zurück und war ab Mitte des Monats kaum noch zu erkennen. Am 28. Mai wurde der Komet zum letzten Mal auf der Nordhalbkugel von Johann Friedrich Julius Schmidt in Athen gesehen, aber bereits am 31. Juli konnte er auf der Südhalbkugel in Chile und zwei Wochen später in Kapstadt wieder beobachtet werden. Zum letzten Mal wurde er schließlich am 7. September am Royal Observatory, Cape of Good Hope gesehen.

## Wissenschaftliche Auswertung
Nach der ersten Berechnung einer parabolischen Umlaufbahn durch Truman Henry Safford kurz nach der Entdeckung erfolgten bald darauf mit dem Vorliegen weiterer Beobachtungsdaten zahlreiche weitere Versuche, die Bahnelemente des Kometen zu bestimmen, u. a. von James Melville Gilliss, W. Foerster, Arthur von Auwers und Theodor Oppolzer. Die erste Berechnung einer elliptischen Bahn stammt von Karl Ferdinand Pape. Oppolzer ermittelte schließlich 1864 Bahnelemente des Kometen, die auf eine Umlaufzeit von etwa 415 Jahren hindeuteten.
Im Rahmen anderer Studien versuchte George Forbes in einer Veröffentlichung von 1880 den Kometen Thatcher mit Kometenbeobachtungen aus den Jahren 1445, 1031 und 615 in Verbindung zu bringen.
Oppolzer führte seine Berechnungen vor dem Aufkommen moderner Computer und Verfahren durch und konnte nur die wichtigsten Störeinflüsse von Jupiter und Saturn berücksichtigen. Richard L. Branham, Jr. führte 2015 eine Neuberechnung der Bahnelemente mit modernen Methoden durch.

## Umlaufbahn
Für den Kometen wurde aus 187 Beobachtungen über 149 Tage durch Oppolzer eine elliptische Bahn berechnet, die um rund 80° gegen die Ekliptik geneigt ist. Die Bahn des Kometen steht damit fast senkrecht zu den Bahnebenen der Planeten. Im sonnennächsten Punkt (Perihel), den der Komet am 3. Juni 1861 durchlief, war er etwa 137,7 Mio. km von der Sonne entfernt und befand sich damit im Bereich zwischen den Umlaufbahnen der Venus und der Erde. Bereits am 5. Mai hatte er mit etwa 50,2 Mio. km (0,34 AE) den geringsten Abstand zur Erde erreicht. An die anderen kleinen Planeten fanden keine nennenswerten Annäherungen statt.
In der Nähe des absteigenden Knotens seiner Umlaufbahn bewegte sich der Komet am 12. Mai 1861 in unmittelbarer Nähe der Erdbahn, und zwar in nur etwa 340.000 km (0,0023 AE) Abstand dazu, entsprechend etwa der 0,9-fachen mittleren Entfernung zum Mond. Die Erde hatte diese Stelle ihrer Bahn allerdings bereits am 20. April passiert, so dass der Komet der Erde nicht näher kam als wie zuvor genannt.
Die relativ unsicheren Bahnelemente, die in der JPL Small-Body Database angegeben sind und die keine nicht-gravitativen Kräfte auf den Kometen berücksichtigen, stammen noch von Oppolzer. Die gleichen Ausgangsdaten verwendeten auch Brian Marsden, Zdenek Sekanina und Edgar Everhart bei ihrer Berechnung der ursprünglichen und zukünftigen Bahn des Kometen. Danach hatte seine Bahn lange vor seiner Passage des inneren Sonnensystems im Jahr 1861 noch eine Exzentrizität von etwa 0,98278 und eine Große Halbachse von etwa 53,3 AE, so dass seine Umlaufzeit bei etwa 389 Jahren lag. Somit könnte der vorangegangene Periheldurchgang um das Jahr 1472 erfolgt sein. Durch die Anziehungskraft der Planeten, insbesondere durch Vorbeigänge am Saturn am 25. März 1861 in etwa 8 ½ AE Abstand, am Jupiter am 11. April 1861 in knapp 5 AE Distanz und am Neptun im April 1874 in etwa 9 AE Abstand, wurde seine Bahnexzentrizität nur geringfügig auf etwa 0,98362 und seine Große Halbachse auf etwa 56,3 AE vergrößert, so dass sich seine Umlaufzeit auf etwa 422 Jahre erhöhte. Wenn der Himmelskörper um das Jahr 2072 den sonnenfernsten Punkt (Aphel) seiner Bahn erreicht, wird er etwa 16,7 Mrd. km von der Sonne entfernt sein, fast 112-mal so weit wie die Erde und 3 ¾-mal so weit wie Neptun. Seine Bahngeschwindigkeit im Aphel beträgt nur etwa 0,36 km/s. Der nächste Periheldurchgang des Kometen wird möglicherweise um das Jahr 2283 stattfinden.
Die verbesserte Bestimmung der Bahn durch Branham weicht geringfügig von Oppolzers Bahnelementen ab, insbesondere hätte nach Branham die Bahn des Kometen ursprünglich eine Exzentrizität von etwa 0,98281 und eine Große Halbachse von etwa 53,4 AE gehabt, so dass seine Umlaufzeit bei etwa 390 Jahren gelegen hätte und der vorangegangene Periheldurchgang um die Jahresmitte 1471 (Unsicherheit ±9 Monate) erfolgt sein könnte. Die zukünftige Bahn des Kometen hätte eine Exzentrizität von etwa 0,98366 und eine Große Halbachse von etwa 56,4 AE, so dass seine Umlaufzeit bei etwa 423 Jahren läge und der nächste Periheldurchgang um die Jahresmitte 2284 (Unsicherheit ±10 Monate) stattfinden könnte.

## Meteorstrom
Bereits 1866 und 1867 hatten Astronomen mögliche Verbindungen zwischen Kometen und Meteorschauern propagiert und auch nachgewiesen. Edmund Weiss fand 1867 als erster heraus, dass die Umlaufbahn des Kometen Thatcher der Erde am 20. April 1861 sehr nahegekommen war. In Veröffentlichungen konnte er mehrere Hinweise auf Meteoraktivität um diesen Zeitpunkt herum finden. Kurz darauf konnte Johann Gottfried Galle mathematisch beweisen, dass zwischen dem Kometen und dem Meteorstrom der Lyriden eine Verbindung besteht und konnte auch das Auftreten der Lyriden bis zum 16. März −686 zurück historisch belegen.
In einer Untersuchung von 1997 wurden 25 in den Jahren 1952–1993 zwischen dem 16. und 24. April fotografisch oder mit Radar beobachtete Meteore als dem Lyridenstrom zugehörig bestimmt. Aus ihren Bahnen konnte zum einen bestätigt werden, dass der Komet Thatcher ihr Ursprung ist, zum anderen konnte abgeleitet werden, dass sie ein Alter in der Größenordnung von bis zu 1,5 Mio. Jahren haben könnten.